# Královský řád Kambodže
Královský řád Kambodže (kambodžsky: គ្រឿងឥស្សរិយយសព្រះរាជាណាចក្រកម្ពុជា, francouzsky: Ordre royal de Cambodge) je rytířský řád, který byl založen roku 1864 během francouzské koloniální správy kambodžským králem Norodomem. Po zániku francouzského protektorátu v Kambodži pokračovalo v jeho udílení i Kambodžské království. Od roku 1995 je opět nejvyšším kambodžským státním vyznamenáním.

## Historie
Řád byl založen dne 8. února 1864 kambodžským králem Norodomem a byl udílen za vojenské i civilní zásluhy obyvatelům Kambodže a Francie. Dne 10. května 1896 byl řád přijat do francouzského systému řádů jako tzv. koloniální řád.
Dne 25. srpna 1948 Francie přestala s udílením tohoto řádu, přestože formálně zůstal i nadále francouzským koloniálním řádem, a to až do roku 1950, kdy došlo k reformě francouzského řádového systému. Od roku 1948 tak byl udílen pouze kambodžským králem Norodomem Sihanukem, který s udílením neustal ani během svého pobytu v pekingském exilu. V samotné Kambodži však řád za vlády tzv. rudých Khmérů udílen nebyl. Poté, co se v roce 1993 na kambodžský trůn opět vrátil Norodom Sihanuk, bylo jeho udílení dne 5. října 1995 obnoveno. Řád se tak opět stal nejvyšším státním vyznamenáním. V roce 2002 byl řád reformován.

## Pravidla udílení

### Koloniální období
Podmínkou pro jeho udělení byl pobyt v Indočíně (zejména přímo v Kambodži) po dobu minimálně tří let případně možnost prokázat služby ve prospěch Indočíny vykonané ve Francii. Řád byl vždy udílen nejprve v hodnosti rytíře s možností povýšení do vyšší třídy po uplynutí minimální stanové doby. Výjimkou bylo vyznamenání osob, které již byly držiteli Řádu čestné legie. V takovém případě například platilo, že důstojníci Řádu čestné legie mohli obdržet Královský řád Kambodže ve třídě komtura. Tato pravidla se nevztahovala na osoby vyznamenané kambodžským králem.
Koloniální řády byly závislé na francouzských řádech a udíleny na základě ministerských nařízení. Vyznamenaní však museli zaplatit nejen za svou registraci do řádu, ale také si z vlastních prostředků zakoupit řádové insignie.
Dne 14. července 1933 došlo ke změnám řádových stanov. Nově byl řád udílen pouze osobám starším 29 let, které byly schopny prokázat minimálně devět let koloniální služby.

## Insignie
Řádový odznak má podobu zlaté osmicípé hvězdy protáhlého tvaru. Nad hvězdou je zlatá koruna Kambodže. Uprostřed je modře smaltovaný oválný medailon, který obklopuje zlatě lemovaný červeně smaltovaný ovál. Uvnitř medailonu je kambodžský královský erb. Odznak ve třídě rytíře je stříbrný.
Během udílení řádu Francií byla kambodžská koruna často nahrazována „evropskou” korunou s malým křížem a ke konci udílení francouzské verze řádu byl odznak často úplně bez koruny.
Řádová hvězda je stejná jako řádový odznak, je ale větší a také chybí koruna.
Insignie vojenské a civilní verze se vzhledově neliší.

Stuha řádu byla původně červená se zelenými okraji. V roce 1898 bylo rozhodnuto změně stuhy na bílou s oranžovými okraji. Od roku 1948 je stuha opět červená se zelenými okraji vyrobená z hedvábného moaré.

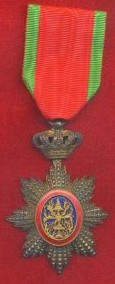
Řád ve třídě rytíře (kambodžská verze)

## Třídy
Řád je udílen v pěti řádných třídách:
- velkokříž – Řádový odznak se nosí na široké stuze spadající z pravého ramene na protilehlý bok. Řádová hvězda se nosí nalevo na hrudi.
- velkodůstojník – Řádový odznak se nosí na stuze uvázané těsně kolem krku. Řádová hvězda se nosí nalevo na hrudi.
- komtur – Řádový odznak se nosí na stuze uvázané těsně kolem krku.
- důstojník – Řádový odznak se nosí zavěšený na stuze s rozetou na levé straně hrudi.
- rytíř – Řádový odznak se nosí zavěšený na stuze bez rozety na levé straně hrudi.

| Řádové stuhy 1899–1948           | Řádové stuhy 1899–1948 | Řádové stuhy 1899–1948 | Řádové stuhy 1899–1948 | Řádové stuhy 1899–1948 |
| -------------------------------- | ---------------------- | ---------------------- | ---------------------- | ---------------------- |
| velkokříž                        | velkodůstojník         | komtur                 | důstojník              | rytíř                  |
| Řádové stuhy 1864–1898 a od 1948 |                        |                        |                        |                        |
| velkokříž                        | velkodůstojník         | komtur                 | důstojník              | rytíř                  |